# Praga Khan
Praga Khan was een Belgische danceact onder de leiding van Maurice Engelen (wiens artiestennaam Praga Khan is).

## Geschiedenis
In 1989 debuteerde Praga Khan met de single Bula, Bula. De doorbraak kwam in 1992 toen Injected with a poison uitkwam. Een jaar daarvoor bracht Khan de single (Kick Back for the) Rave Alarm uit.
De groep heeft wereldwijd al opgetreden, onder meer in Tokio, New York tot zelfs op Rock Werchter (waar ze in 2000 als eerste Belgische groep headliner van het festival waren).
De muziek van Praga Khan werd gebruikt op de soundtracks van films zoals Basic Instinct, Sliver, Austin Powers: The Spy Who Shagged Me en Strange Days.
In 2001 werd een volledig album uitgebracht voor de Belgische film Falling (verfilming van Anne Provoosts roman Vallen).
In 1994 werd Praga Khan gevraagd om een album te maken voor het computerspel Mortal Kombat. Dit album werd gemaakt onder de naam The Immortals. De single Mortal Kombat (Techno-Syndrome) kwam uit in 1992.
Tweemaal werd de groep tot Beste Live-act bekroond op de TMF-awards.
In het najaar van 2004 ondernam de groep een theatertournee, getiteld The Next Dimension. In 2007 creëren ze filmmuziek voor de film Ben X.
In het najaar van 2012 verscheen het album Soulsplitter.
In 2022 hield de act ermee op. Op 9 en 10 september traden ze voor het laatst op in de AB.

## Leden
Praga Khan werd gevormd door de grote bezieler ervan, Maurice Engelen, en Olivier Adams en Erhan Kurkun.
In 1994 voegde Carl Johansen zich bij hen. Een paar jaar later kwam ook Werner Bos erbij.

## Discografie

### Albums
- 1993: A Spoonful Of Miracle
- 1996: Conquers Your Love
- 1998: Pragamatic
- 1999: 21st Century Skin en Skinned (remixalbum)
- 2000: Mutant Funk
- 2001: Mixed Up (remixalbum) en soundtrack voor de film Falling met gaststemmen van Axelle Red en Roos Van Acker.
- 2002: Freakazoidz
- 2003: Khantastic (album met hoogtepunten) en Not Strictly Rubens (muziek voor het Koninklijk Ballet van Vlaanderen)
- 2004: Electric Religion en The Next Dimension (theatershow-album). Opvolger voor deze theatershow is Code Red, deze show ging in première op 23 februari 2006.
- 2006: Soundscraper
- 2013: SoulSplitter

### Ep's
- 1988: Bula, Bula
- 1989: Out Of Control
- 1991: Rave Alarm
- 1992: Injected With A Poison
- 1994: Begin To Move
- 1995: A World For You And Me en Gunbuck
- 1997: Love Me Baby en Jazz Trippin'

### Hitnoteringen
| Single met hitnotering(en) in de Vlaamse Ultratop 50 | Datum van verschijnen | Datum van binnenkomst | Hoogste positie | Aantal weken | Opmerkingen        |
| ---------------------------------------------------- | --------------------- | --------------------- | --------------- | ------------ | ------------------ |
| 2004                                                 |                       | 03-04-2004            | tip6            | -            | Live               |
| Breakfast In Vegas                                   | 1999                  | 16-10-1999            | 34              | 8            |                    |
| Glamour Girl                                         | 2002                  | 13-04-2002            | tip6            | -            |                    |
| Love Power                                           | 2003                  | 01-07-2000            | tip6            | -            |                    |
| Supermodel                                           |                       | 29-05-2004            | tip9            | -            |                    |
| The Power Of The Flower                              | 2000                  | 29-04-2000            | 37              | 5            |                    |
| Rhythm                                               | 2001                  | 02-06-2001            | tip5            | -            | Met Roos Van Acker |

## Nevenprojecten
- Channel X
- Digital Orgasm
- Immortals
- Lords of Acid
- Spinegrinder
- Tattoo of Pain